# Acetophenone
Acetophenone là hợp chất hữu cơ có công thức C 6 H 5 C (O) CH 3 (cũng được biểu thị bằng các ký hiệu giả PhAc hoặc BzMe). Nó là ketone thơm đơn giản nhất. Chất lỏng nhớt, không màu này là tiền thân của nhựa và nước hoa hữu ích.

## Sản xuất
Acetophenone được thu hồi dưới dạng sản phẩm phụ của quá trình oxy hóa ethylbenzene thành ethylbenzene hydroperoxide. Ethylbenzene hydroperoxide là một chất trung gian trong sản xuất thương mại propylene oxit thông qua quá trình đồng sản phẩm propylene oxide - styrene. Ethylbenzene hydroperoxide chủ yếu được chuyển đổi thành 1-phenylethanol (rượu α-methylbenzyl) trong quá trình với một lượng nhỏ acetophenone phụ phẩm. Acetophenone được thu hồi hoặc hydro hóa thành 1-phenylethanol sau đó được khử nước để tạo ra styrene.

## Công dụng

### Tiền thân của nhựa cây
Nhựa cây có ý nghĩa thương mại được sản xuất từ việc xử lý acetophenone bằng formaldehyd và một base. Các copolyme thu được được mô tả theo quy ước với công thức [(C 6 H 5 COCH) x (CH 2) x ] n, kết quả từ sự ngưng tụ aldol. Những chất này là thành phần của lớp phủ và mực. Các loại nhựa acetophenone-formaldehyd biến tính được tạo ra bởi quá trình hydro hóa các loại nhựa có chứa ketone đã nói ở trên. Polyol thu được có thể được liên kết chéo với diisocyanate. Các loại nhựa sửa đổi được tìm thấy trong lớp phủ, mực và chất kết dính.

### Sử dụng thích hợp
Acetophenone là một thành phần trong nước hoa giống như hạnh nhân, anh đào, kim ngân hoa, hoa nhài và dâu tây. Nó được sử dụng trong nhai kẹo cao su. Nó cũng được liệt kê là một tá dược được chấp thuận bởi FDA Hoa Kỳ.

### Thuốc thử trong phòng thí nghiệm
Trong các phòng thí nghiệm hướng dẫn, acetophenone được chuyển thành styren trong quy trình hai bước minh họa việc khử carbonyl bằng hydride và khử nước của rượu:
4   C 6 H 5 C (O) CH 3 + NaBH 4 + 4   H 2 O → 4   C <sub id="mwVw">6</sub> H <sub id="mwWA">5</sub> CH (OH) CH <sub id="mwWQ">3</sub> + NaOH + B (OH) 3 → C 6 H 5 CH = CH 2
Một quy trình hai bước tương tự được sử dụng trong công nghiệp, nhưng bước khử được thực hiện bằng cách hydro hóa trên chất xúc tác đồng.
C 6 H 5 C (O) CH 3 + H 2 → C 6 H 5 CH (OH) CH 3
Là prochirus, acetophenone cũng là chất nền thử nghiệm phổ biến cho các thí nghiệm hydro hóa không đối xứng.

### Thuốc
Acetophenone được sử dụng để tổng hợp nhiều loại dược phẩm.
Một phản ứng Mannich với dimethylamine và formaldehyd cho-dimethylaminopropiophenone. Sử dụng diethylamine thay vào đó cho chất tương tự diethylamino.

## Xảy ra tự nhiên
Acetophenone xuất hiện tự nhiên trong nhiều loại thực phẩm bao gồm táo, phô mai, quả mơ, chuối, thịt bò và súp lơ. Nó cũng là một thành phần của castoreum, xuất phát từ túi thầu dầu của hải ly trưởng thành.

## Dược lý
Vào cuối thế kỷ 19 và đầu thế kỷ 20, acetophenone đã được sử dụng trong y học. Nó được bán trên thị trường dưới dạng thuốc thôi miên và thuốc chống co giật dưới tên thương hiệu Hypnone. Liều dùng điển hình là 0,12 đến 0,3 ml. Nó được coi là có tác dụng an thần vượt trội đối với cả paraldehyd và chloral hydrate. Ở người, acetophenone được chuyển hóa thành axit benzoic, axit carbonic và acetone. Axit hippuric xảy ra như một chất chuyển hóa gián tiếp và số lượng của nó trong nước tiểu có thể được sử dụng để xác nhận phơi nhiễm acetophenone, mặc dù các chất khác, như toluene, cũng gây ra axit hippuric trong nước tiểu.

## Độc tính
LD50 là 815 mg / kg (uống, chuột). Acetophenone hiện được liệt kê là chất gây ung thư nhóm D cho thấy nó không tạo ra tác dụng gây ung thư ở người.